# Klan Douglasów
Douglas (Douglass, Duglas, gael. Dubhghlas) – szkockie nazwisko i nazwa potężnego nizinnego klanu.
Nazwisko pochodzi z języka gaelickiego, od nazwy rzeki Dubh-glas (Ciemna woda), obecnie Douglas Water w Lanarkshire.
Pierwszym znanym z dokumentów przodkiem klanu był rycerz flamandzki William de Dufglas, wymieniany w dokumentach między 1175 i 1199.
Jego dwaj synowie brali udział w walkach o niepodległość Szkocji, w bitwie pod Largs w 1263.
Klan Douglasów był w XV–XVII w. jednym z najpotężniejszych szkockich klanów, wydał wielu wybitnych polityków, dowódców, rycerzy, pisarzy i dyplomatów. Również szwedzka gałąź rodu, założona przez Roberta Douglasa wywodziło się wielu marszałków i przemysłowców, a sam ród należy do najbogatszych rodzin w Szwecji.

## Zobacz też

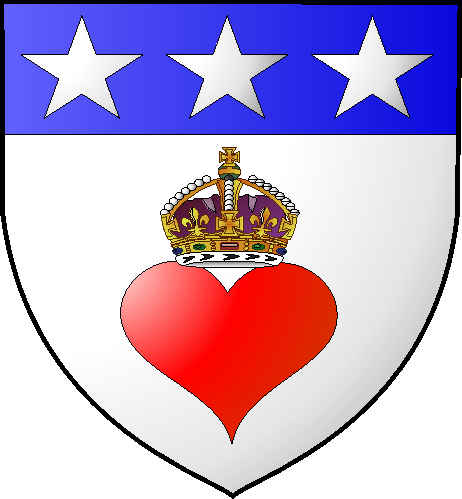
herb Douglasów bez uszczerbień